# Kiyohiko Azuma
Kiyohiko Azuma (あずまきよひこ, Azuma Kiyohiko, Takasago, 27 mei 1968) is een Japans mangaka. Van 1999 tot 2002 publiceerde hij de yonkoma mangareeks Azumanga Daioh. Deze komedie gaat over een groep middelbareschoolmeisjes en werd later verwerkt tot een anime. In 2003 begon hij aan de reeks Yotsuba&!, die de dagelijkse avonturen van het vijfjarige meisje Yotsuba volgt. Yotsuba&! wordt uitgebracht in het maandelijkse magazine Dengeki Daioh. In de vroege jaren van zijn carrière werkte Azuma mee aan een erotische manga getiteld Inma no Ranbu onder het pseudoniem Jōji Jonokuchi (序ノ口譲二).

## Oeuvre
| Titel                      | Jaar       | Beschrijving                                                            | Referenties |
| -------------------------- | ---------- | ----------------------------------------------------------------------- | ----------- |
| Inma no Ranbu              | 1997       | Onder het pseudoniem Jōji Jonokuchi                                     | [ 2 ] [ 3 ] |
| Wallaby (わらびー, Warabi) | 1998–2000  | Gepubliceerd in Game-jin                                                |             |
| Try! Try! Try!             | 1998       | One-shot voor Yotsuba&! en andere webcomics                             | [ 4 ]       |
| Azumanga Daioh             | 1999–2002  | Uitgebracht in Dengeki Daioh Gepubliceerd door MediaWorks in 4 volumes  |             |
| Magical Play               | 2001–2002  | Designs van personages. Gepubliceerd door Dengeki Comics                |             |
| Yotsuba&!                  | 2003–heden | Uitgebracht in Dengeki Daioh Gepubliceerd door MediaWorks in 14 volumes |             |